# Philosepedon hamatus
Philosepedon hamatus är en tvåvingeart som beskrevs av Quate 1996. Philosepedon hamatus ingår i släktet Philosepedon och familjen fjärilsmyggor.
Artens utbredningsområde är Costa Rica. Inga underarter finns listade i Catalogue of Life.